# Mariä Himmelfahrt und Peter und Paul (Großwallstadt)

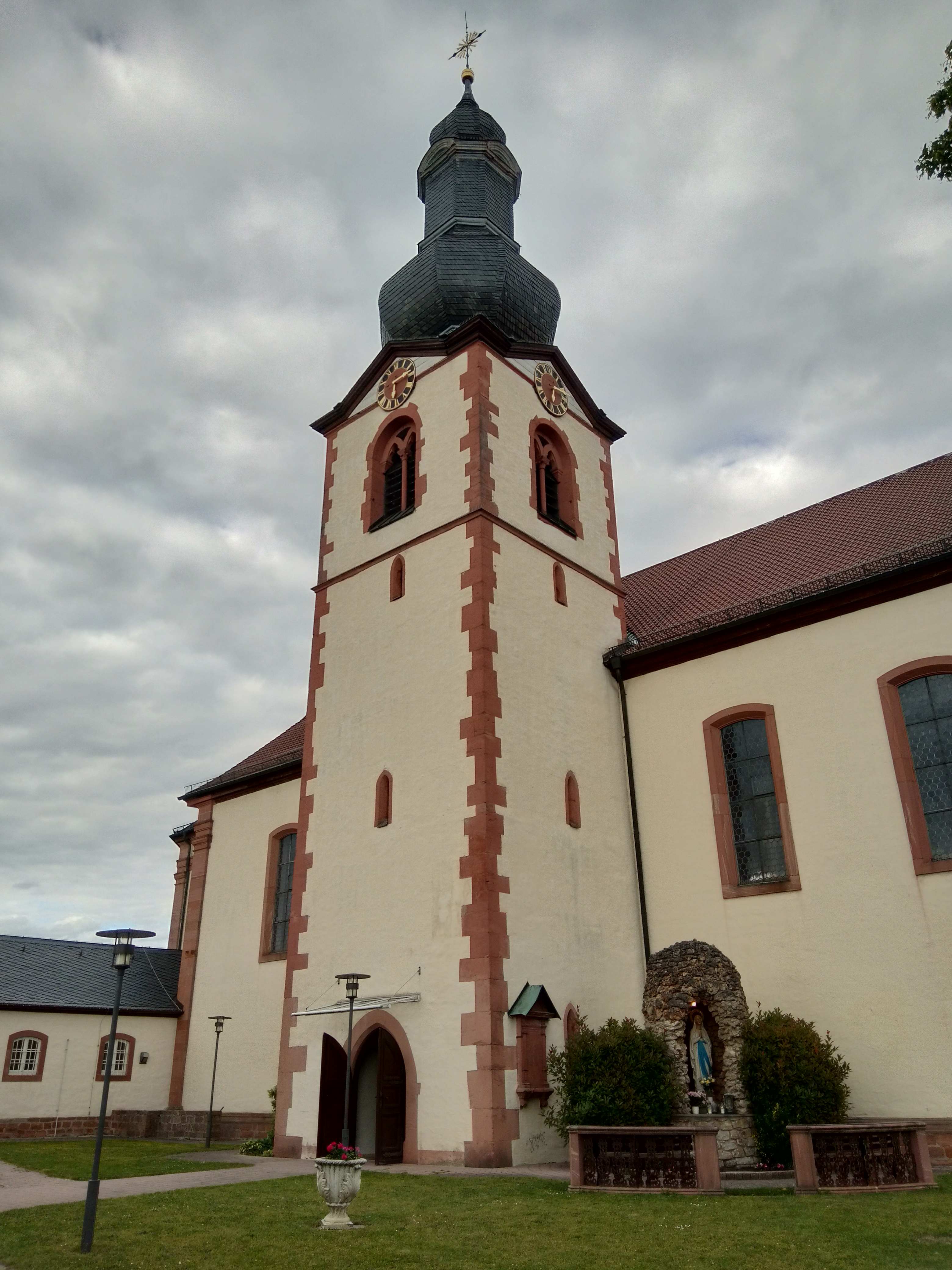
Mariä Himmelfahrt und St. Peter und Paul (Großwallstadt)

Die römisch-katholische Pfarrkirche Mariä Himmelfahrt und St. Peter und Paul ist eine denkmalgeschützte Kirche in Großwallstadt, einer Gemeinde im Landkreis Miltenberg (Unterfranken, Bayern). Das Bauwerk ist unter der Denkmalnummer D-6-76-126-6 als Baudenkmal in der Bayerischen Denkmalliste eingetragen. Die Pfarrei gehört zur Pfarreiengemeinschaft Großwallstadt-Niedernberg und seit dem 23. Januar 2022 zum „pastoralen Raum“ Obernburg im neu errichteten Dekanat Miltenberg des Bistums Würzburg.

## Architektur
Der Kirchturm mit seiner barocken, schiefergedeckten Welschen Haube stammt im Kern aus der 2. Hälfte des 13. Jahrhunderts, der von Johann Martin Schmidt entworfene, geostete Chor aus dem Vorgängerbau von 1755/56. 1936 erfolgte der Neubau des Langhauses und eines eingezogenen, mit 5/8-Schluss versehenen Chores im Norden.
Das oberste Geschoss des Kirchturms beherbergt die Turmuhr und – hinter den gotischen Klangarkaden – den Glockenstuhl.

## Orgel
Die rein mechanische Orgel mit 29 Registern auf zwei Manualen und Pedal wurde 1992 von der Orgelbau Vleugels gebaut. Die Disposition lautet:
| I Hauptwerk C–g3 |       |       |
| Principal        | 8′    |       |
| Octave           | 4′    |       |
| Superoctave      | 2′    |       |
| Mixtur IV        | 1 ⁄3′ |       |
| Cornett V        | 8′    |       |
| Bourdon          | 16′   |       |
| Gamba            | 8′    | (alt) |
| Biffaro          | 8′    |       |
| Holzflöte        | 8′    | (alt) |
| Querflöte        | 4′    | (alt) |
| Trompete         | 8′    |       |
| Clairon          | 4′    |       |

| II Schwellwerk C–g3 |       |       |
| Geigenprincipal     | 8′    | (alt) |
| Rohrgedackt         | 8′    |       |
| Blockflöte          | 4′    |       |
| Fugara              | 4′    | (alt) |
| Nasat               | 2 ⁄3′ |       |
| Flageolett          | 2′    |       |
| Terz                | 1 ⁄3′ |       |
| Mixtur aetherea     | 2′    |       |
| Oboe                | 8′    |       |
| Vox humana          | 8′    |       |
| Vox angelica        | 4′    |       |
| Tremulant           |       |       |

| Pedal C–f1  |     |       |
| Violonbaß   | 16′ | (alt) |
| Subbaß      | 16′ | (alt) |
| Octavbaß    | 8′  |       |
| Bordun      | 8′  | (alt) |
| Tenoroctave | 4′  |       |
| Bombarde    | 16′ |       |

- Koppeln: Normalkoppeln
- Spielhilfen: zusätzliche elektrische Schleifenbetätigung für Setzer, Spielkonsole am Untergehäuse